# Lesna dolina
Lesna dolina (nem. Lesachtal, iz slov.  les: gozd) je politična občina z okoli 1.300 prebivalci na zahodnem, zgornjem avstrijskem Koroškem. Obsega občinsko središče Liesing in romarsko  središče Maria Luggau (Marija v Logu) ter vasi Birnbaum in St. Lorenzen (Šentlovrenc) oz. zahodni dve tretjini istoimenske koroške doline med vzhodnim Tirolskim in zgornjo Ziljsko dolino.
Vzhodni del doline z vasjo St. Jakob im Lesachtal (Šentjakob v Lesni dolini) pripada občini Kötschach-Mauthen (Koče - Muta), ki že leži v zgornji Ziljski dolini. Obe občini se nahajata v političnem okraju Šmohor.

## Geografija

### Geografska lega
Lesna dolina se razteza na dolžini približno 20 kilometrov od zahoda proti vzhodu vzporedno z  italijansko državno mejo. Dno doline se dvigne od 800 m nadmorske višine do 1200 m. Najvišja točka občine je gora Hohe Warte (Coglians) v Karnijskih Alpah na italijanski oz. furlanski meji z nadmorsko višino 2780 m. Na prehodu v Ziljsko dolino je reka Zilja vrezala ozko, do 200 m globoko sotesko. Redko naseljena pokrajina se v glavnem nahaja na ravnejših predelih na severni strani. Glavna cesta B111 vodi visoko nad dnom doline na njenem severnem pobočju, kjer so tudi večje vasi.
Lesno dolino objemajo na severni strani Ziljske Alpe ter obronki Lienških Dolomitov, na jugu pa Karnijske Alpe, koder poteka na glavnem grebenu tudi državna meja z Italijo.

### Vasi in zaselki občnie
Občina Lesna dolina je razdeljena v štiri katastrske občine:  Kornat, Liesing, Luggau (Marija v Logu) in St. Lorenzen im Lesachtal (Šentlovrenc v  Lesni dolini).
V občini se nahajajo sledeče 31 vasi in zaselki (v oklepaju število prebivalcev dne 31. oktobra 2011):
| - Assing (4) - Birnbaum (73) - Durnthal (11) - Brdo (Egg) (23) - Frohn (34) - Guggenberg (25) - Klebas (86) - Kornat (68) - Ladstatt (10) - Lesje (Liesing) (119) - Marija v Logu (Maria Luggau) (232) | - Mattling (25) - Blato (Moos) (18) - Niedergail (30) - Na Strani (Nostra) (41) - Obergail (60) - Oberring (24) - Plaz (Pallas) (20) - Promeggen (12) - Rut (Raut) (25) - Rüben (11) - Sele (Salach) (3) | - Šentlovrenc v Lesni dolini (Sankt Lorenzen im Lesachtal) (323) - Stabenthein (11) - Sterzen (22) - Tiefenbach (8) - Čelče (Tscheltsch)(33) - Tuffbad (5) - Wiesen (25) - Wodmaier (28) - Xaveriberg (31) |

- Liesing
- Šentlovrenc v  Lesni dolini
- Wiesen v  Lesni dolini
- Romarska cerkev Marija v Logu

## Zgodovina
Lesno dolino so okoli leta 600 naselili Karantanci oz. karantanski Slovani. Germanizacija se je začela zelo zgodaj, četudi do danes najdemo v lokalnem nemškem narečju besede ali celo v neki otroški rimi besedne zveze jasno slovenskega izvora (kot npr. potschasn = slovensko počasi = langsam).
Podeželno sodišče Lesach je bilo preneseno leta 1380 na grad Pittersberg in je potem le še bilo gosposko sodišče, ki je bilo v lasti goriških grofov, po njihovem izumrtju deželnega kneza ter je končno pripadalo skupaj z Goldenteinom gorofiji Ortenburžanov.
V Lesni dolini so bilo prvotno leta 1850, ob ustanovitvi občin v avstrijskem cesarstvu, ustanovljene tri politične občine in sicer Luggau, St. Lorenzen in Liesing (Log, Šentlovrenc). Katastrski občini Kornat in Strajah sta prvotno pripadali občini Muta, sta potem postali neodvisni ter bili že leta 1882 priključeni občini Unterlesach (Spodnja Lesna dolina).  Zopet deset let kasneje sta obe katastrski občini postali samostojni politični občini Birnbaum in St. jakob (Šentjakob).  V okviru koroške občinske reforme leta 1973 je bila vzhodna občina St. Jakob priključena občini Koče - Muta ter zahodna novoustanovljeni  združeni občini Lesna dolina.
Med prov svetovno vojno  je potekala avstrijsko-italijanska fronta na grebenu Karnijskih Alp. Številni sledovi še danes pričajo o vojni v gorah.

## Prebivalstvo

### Razvoj prebivalstva
Po ljudskem štetju 2001 je imela občina 1.560 prebivalcev, od teh ima 98,4 % avstrijsko državljanstvo in 1,3 % nemško državljanstvo. Prebivalstvo že desetletja upada.
98,4 % je rimsko katoliške veroizpovedi, 1,2 % pa evangeličanske .

### Narečje
Lesna dolina je jezikovno zanimiva, saj pripada narečje vzhodno tirolskemu narečju in ne koroškemu, četudi ga zaznamujejo nekatere značilnosti. V Vzhodnem Tirolskem je npr. beseda fant »Buie«, v nemškem koroškem narečju pa »Pua« ali »Pue«. Dekletom se reče v vzhodni tirolščini »Gitsche«, v nemškem koroškem narečju pa »Dearn« (»Dirndl«).  Dodatno pa najdemo v lokalnem nemškem narečju poleg številnih toponimov še žive slovenske sledove, četudi so v tej meri inkulturirana, da jih lokalni prebivalci in govorniki narečja kot takšne lokalne ne identificirajo več.

## Kultura in znamenitosti

### Stavbarstvo
- St. Nikolaus (Liesing), farna cerkev v Liesingu
- romarska cerkev Marija v Logu
- samostan Marija v Logu
- vodni mlini v Mariji v Logu
- Sv. Trojica v vasi Oberfrohn
- Sv. Ana v vasi Obergail
- sv. Jožev v vasi Raut (Rute)
- Sv. Radegunda v vasi Wiesen
- Sv. Jožef v vasi Tscheltsch

### Ljudska kultura
Način peke kruha v Lesni dolini šteje od leta 2010 med nematerialno kulturno dediščino, saj ga do danes pečejo v starih krušnih pečeh na drva in po stari tradiciji.  Svetovno dediščino v razredu obrti zajame pridelava žita, znanje o gradnji mlinov, posebni narečni izrazi, vsakodnevni rituali ter vsakoletni praznik mlinov v Mariji v Logu ter »vaški in krušni praznik v Lesni dolini.

### Drugo
- Millnatzenklamm-Klettersteig je naravna in rekreativna atrakcija v vasi Ladstatt v Lesni dolini.

## Gospodarstvo in infrastruktura
Skozi stoletja je bila pridelava lesa osrednja gospodarska panoga v dolini. Les (smreke) so zlasti tudi uporabljali za izdelavo glasbil. Večinoma so prevažali les po splavih.  Mnogo lesa se je prodajalo v Italijo. Zlasti do danes izdelajo beneške gondole iz lesa iz Lesne doline.
Večina prebivalstva živi od poljedelstva in gozdarstva, čeprav predstavljata pomanjkanje površin za poljedelstvo in strmine posebne otežujoče okoliščine. Celoletni turizem postaja v zadnjih desetletjih vse bolj pomemben, zlasti napreduje t. i. nežen, ekološko usmerjeni turizem. Oblina Lesna dolina je tudi vključena v omrežje dolin, ki ponujajo posebne možnosti za gorske in plezalne športe. Zilja je priljubljena za športe na divjih vodah.

## Politika
Neposredno izvojen župan občine je  Johann Windbichler (ÖVP).

### Občinski svet
Občinski svet občine Lesna dolina ima 15 članov. Občinske volitve leta 2015  so pripeljalo do sledečega rezultata:
- 9  Österreichische Volkspartei, ÖVP  (ljudska stranka)
- 5  Sozialdemokratische Partei Österreichs, SPÖ  (socialni demokrati)
- 1 Unabhängige Bürgerliste Lesachtal (neodvisna ljudska lista za lesno dolino)

### Grb
Grb občine, ki ga  je izdelal prvi župan občine Ignaz Brunner, je bil le-tej dodeljen leta 1987. Štiri deli ščita spominjajo na predhodne samostojne obline Birnbaum, Liesing, St. Lorenzen im Lesachtal in Maria Luggau. Štiri jelke simbolizirajo ime doline, ki izvira iz slovanskega, slovenskega jezika.  Prehod iz zelene v srebrno barvo simbolizira celoletni turizem v občini. '  Zastava je zeleno-bela z vdelanim grbom.

## Osebnosti

### Hčerke in sinovi občine
- Matthias Ritter von Lexer (1830–1892), germanist, Leksikograf in univerzitetni profesor na Bavarskem, rojen v Liesingu v Lesni dolini
- Johann Huber (1852–1936), gostilničar, trgovec in politik, prvi župan občine Birnbaum, krščansko-socialni deželni poslanec.
- Engelbert Obernosterer (* 1936), pisatelj, reojen v Šentlovrencu v Lesni dolini.
- Gerhard Drekonja (* 1939), univerzitetni profesor in strokovnjak za Latinsko ameriko, rojen v vasi Kornat
- Gabriel Obernosterer (* 1955), hotelir in politk, državnozborski poslanec in predsednik koroške ljudske stranke